# Stichaster
Genre
Synonymes
- Coelasterias Verrill, 1867[1]
- Tonia Gray, 1840[1]

Stichaster est un genre d'étoiles de mer de la famille des Stichasteridae.

## Liste des genres
Selon World Register of Marine Species (20 mai 2014) :
- Stichaster australis (Verrill, 1871) -- Nouvelle-Zélande
- Stichaster striatus Müller & Troschel, 1840 -- Côtes pacifiques de l'Amérique du Sud

## Galerie

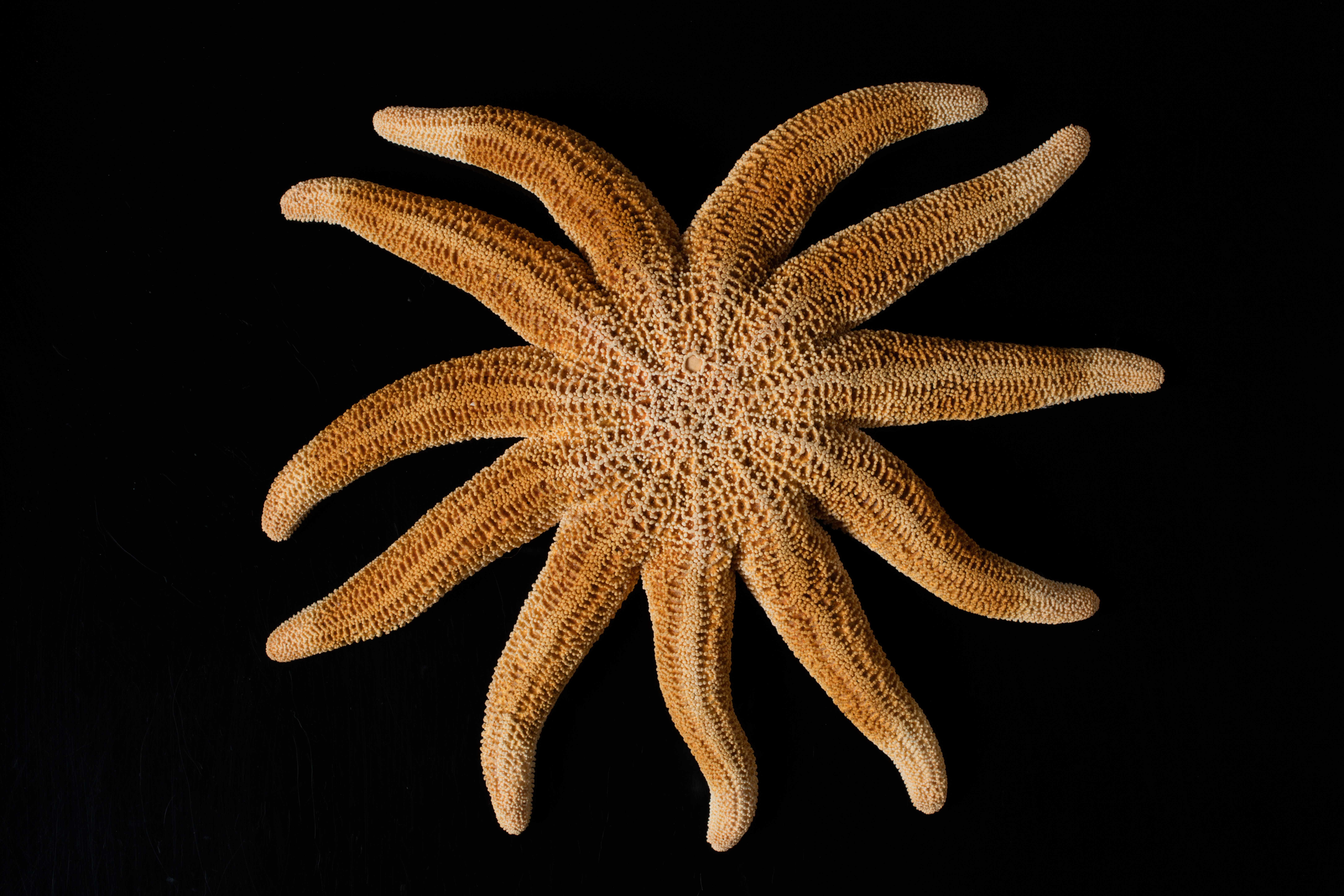
Stichaster australis.
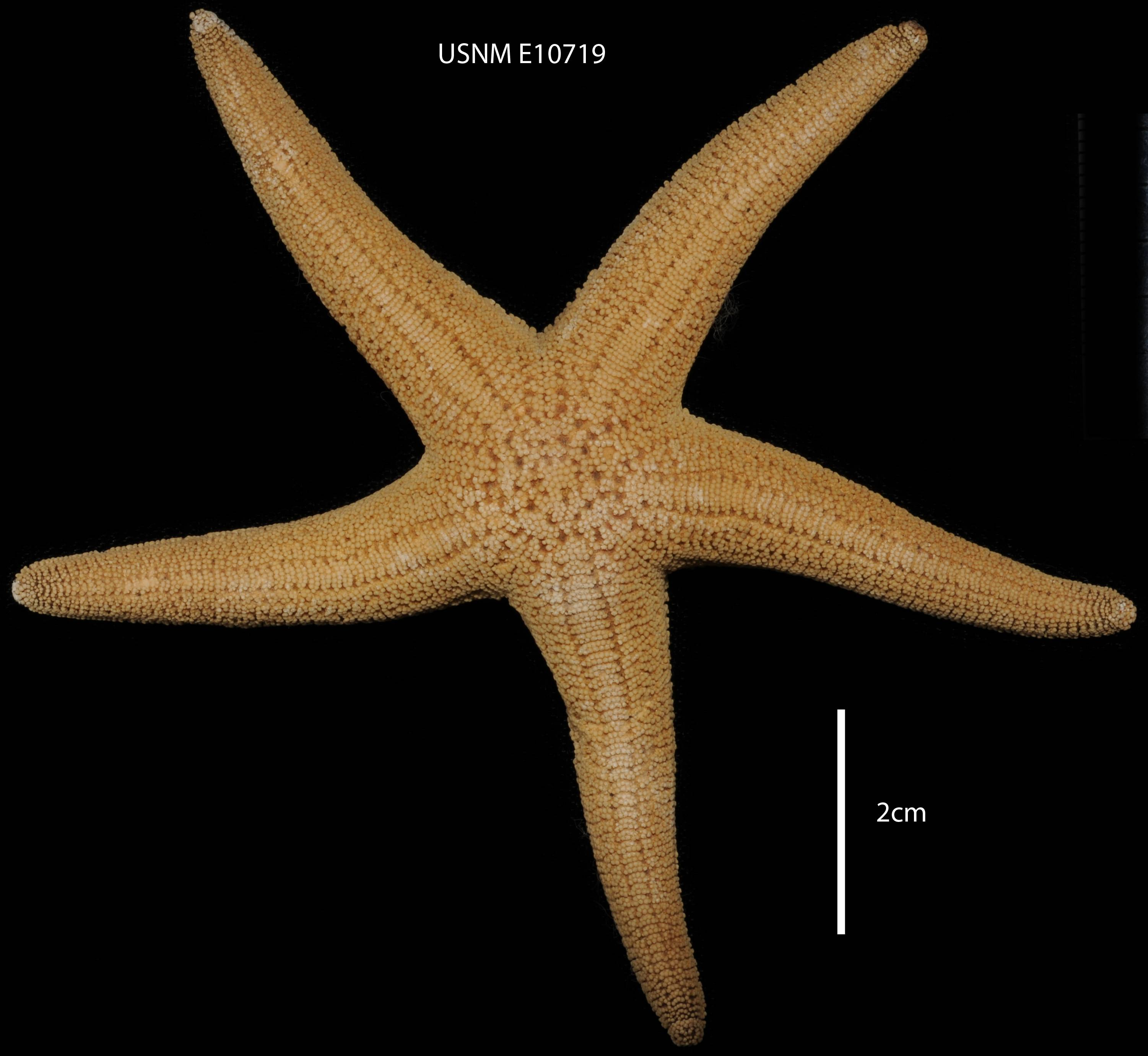
Stichaster striatus.